# دانيال هيشتر باريس
دانيال هيشتر باريس هي علامة تجارية فرنسية للأزياء ونمط الحياة ولديها 45 رخصة في جميع أنحاء العالم. تبيع ملابس الرجال والنساء والإكسسوارات والسلع الاستهلاكية. تمتلك شركة Otto Aurach ltd -صاحبة الترخيص السابق- حقوق العلامة التجارية- منذ عام 1998م.

## وصلات خارجية
- Official website